# Geoendomychus glaber
Geoendomychus glaber es una especie de coleóptero de la familia Endomychidae.

## Distribución geográfica
Habita en Nueva Gales del Sur y Queensland (Australia).